# 斯梅斯波特
斯梅斯波特（Smethport）是美国宾夕法尼亚州麦基恩县的一个自治市镇，是麦基恩县的县城，市长是韦恩-V-福尔茨。2020年美国人口普查时，人口为1,430人。斯梅斯波特是宾夕法尼亚州布拉德福德小都会统计区的一部分。斯梅斯波特拥有宾夕法尼亚州有史以来最冷的温度纪录，是宾夕法尼亚州最冷的地方，也是美国毗连地区最冷的城镇之一。

## 地理
斯梅斯波特位于41°49′N 78°27′W / 41.817°N 78.450°W (41.8099, -78.4449)。 根据美国普查局的数据，该市镇总面积为1.7平方英里（4.4平方公里），其中0.60%为水域。